# Majikat
Majikat ist das zweite Livealbum des Sängers und Songwriters Cat Stevens.

## Geschichte
Das zweite Livealbum von Cat Stevens (heute Yusuf) erschien im September 2004 auf DVD und im März 2005 auf CD. Die Liveaufnahme wurde am 22. Februar 1976 im College of William & Mary in Virginia (USA) auf seiner letzten Tournee unter dem Namen Cat Stevens vorgenommen.
Die Tournee lief unter dem Namen „Majikat Earth Tour“. Drei Aufnahmen (Hard Headed Woman, Tuesday’s Dead und Ruins) wurden schon 2001 auf der Kompilationsbox On the Road to Find Out (Box Set) veröffentlicht; die übrigen Titel sind Erstveröffentlichungen. Der DVD beiliegend ist eine verkleinerte sechzehnseitige Kopie des originalen Tourprogrammheftes.

## Trackliste

### DVD-Version, veröffentlicht im September 2004
Alle Songs (außer Titel 5) wurden von Cat Stevens geschrieben.
1. The Doves (Majikat Tour Theme)
2. The Wind
3. Moonshadow
4. Where Do the Children Play
5. Another Saturday Night
6. Hard Headed Women
7. Miles from Nowhere
8. King of Trees
9. Sun C79
10. Lady D’Arbanville
11. Banapple Gas
12. Majik of Majiks
13. Tuesday’s Dead
14. Oh Very Young
15. The Hurt
16. Sad Lisa
17. Two Fine People
18. Fill My Eyes
19. Father & Son
20. Ruins
21. Peace Train

DVD-Bonustitel:
1. Wild World (Outtake from Majikat 1976)
2. If I Laugh (BBC Old Grey Whistle Test 1971)
3. Maybe You’re Right (BBC in Concert 1971)
4. Tuesday’s Dead (Granada TV Out Front 1971)
5. Moonshadow (Teaser & The Firecat Animationsfilm)
6. Father & Son (Promo film, Illustrated discography, Song lyrics)
7. 35-minütiges Interview mit Yusuf

### CD-Version, veröffentlicht im März 2005
Alle Songs (außer Titel 5) und wurden von Cat Stevens geschrieben.
1. Wild World – 3:03
2. The Wind – 1:38
3. Moonshadow – 2:43
4. Where Do the Children Play? – 3:20
5. Another Saturday Night (Sam Cooke) – 2:35
6. Hard Headed Woman – 3:54
7. King of Trees – 3:28
8. C79 – 3:08
9. Lady D’Arbanville – 3:47
10. Banapple Gas – 3:08
11. Majik of Majiks – 4:27
12. Tuesday’s Dead – 4:06
13. Oh Very Young – 2:24
14. How Can I Tell You – 4:10
15. The Hurt – 4:54
16. Sad Lisa – 3:26
17. Two Fine People – 3:47
18. Fill My Eyes – 3:01
19. Father & Son – 4:10
20. Peace Train – 3:58